# アルジャーノン・チャールズ・スウィンバーン
アルジャーノン・チャールズ・スウィンバーン（Algernon Charles Swinburne, 1837年4月5日 – 1909年4月10日）は、ヴィクトリア朝のイングランド（イギリス）の詩人。スウィンバーンの詩は、その中に、SM、死の衝動、レズビアン、無宗教といったテーマが繰り返し出てくるため、発表当時はかなり物議をかもした。
小説「アルジャーノンに花束を」に登場するハツカネズミの名前は彼にちなんで付けられたもの。

## 生涯
スウィンバーンは、チャールズ・ヘンリー・スウィンバーン海軍大佐（後に海軍大将）とアッシュバーナム伯爵（en:George Ashburnham, 3rd Earl of Ashburnham）令嬢、レディ・ジェイン・ヘンリエッタの間の6人の子供の第一子として、1837年4月5日、ロンドンのグローヴナー・プレイスのチェスター通り7で生まれた。幕末日本に赴任したイギリス外交官アルジャーノン・ミットフォードは、母方の従兄弟にあたる。
ワイト島のEast Dene近郊で育ち、1849年から1853年にかけてイートン・カレッジで学んだ。そこではじめて詩を書きはじめ、それから1856年から1860年にかけて、オックスフォード大学ベリオール・カレッジに進んだが、この時、1859年から1860年5月まで短い停学処分を受けている。
スウィンバーンは夏期休暇をノーサンバーランドの祖父の家（en:Capheaton Hall）で過ごした。祖父ジョン・スウィンバーン卿（1762年 - 1860年）は有名な図書館を所有し、ニューカッスル・アポン・タインの文学・哲学協会の会長であった。スウィンバーンはノーサンバーランドが自分の生まれ故郷だと考え、忘れ難い思いは激しい愛国心に満ちた『Northumberland』や『Grace Darling』などの詩に反映されている。彼はポニーに跨がり「北方の国境の美しい一帯を通り抜けて」荒野の全域で乗馬を楽しんだ（彼は、剛胆な騎手であった）。彼はそれをスコットランドの国境とは決して呼ばなかった。
1857年から60年にかけて、スウィンバーンはウォーリントンホールのポーリーン・トレヴェリアン夫人の知的なサークルに参加し、1860年の祖父の死後はニューカッスルのウィリアム・ベル・スコット（1811年9月12日 – 1890年11月22日、イギリスの詩人・画家）の家に滞在した。1862年12月、スウィンバーンはベル・スコットと彼の客人（ダンテ・ゲイブリエル・ロセッティもいたと思われる）に同行し、タインマスを旅行した。スコットは回顧録に、一行が海辺を歩いていた時、スウィンバーンが妙なイントネーションで未発表であった『プロセルピナ讃歌』と『Laus Veneris』を朗読し、その間、波が「カラコーツの長い砂浜の全てに及び、はるか彼方の喝采のように聞こえた」と書いている。
大学でスウィンバーンはラファエル前派に関係し、ダンテ・ゲイブリエル・ロセッティとは親友だった。卒業後、スウィンバーンはロンドンに住み、積極的に執筆活動を始めた。
スウィンバーンの詩には以下のようなものがある。
- カリドンのアタランタ（カリュドンのアタランタ、Atalanta in Calydon、1865年）
- 詩とバラード第1集（Poems and Ballads I、1866年）
- 日の出前の歌（en:Songs before Sunrise、1871年）
- 詩とバラード第2集（Poems and Ballads II、1878年）
- トリストラム・オブ・ライオネス（Tristram of Lyonesse、1882年）
- 詩とバラード第3集（Poems and Ballads III、1889年）

他に、死後に出版された小説『レズビア・ブランドン（Lesbia Brandon）』もある。
『詩とバラード第1集』は初版発表時にセンセーションを巻き起こした。とくに問題となったのが、『Anactoria』や『Sapphics』といったサッポーへのオマージュとして書かれた詩だった。一方、『The Leper』、『Laus Veneris』、『St Dorothy』といった詩は、形式、口調、構成が明らかに中世風で、ヴィクトリア朝の魅力を表現した。この本には他にも、『プロセルピナ讃歌』（en:Hymn to Proserpine）、『時の勝利』（en:The Triumph of Time）、『ドロレス』（en:Dolores (Notre-Dame des Sept Douleurs)）という詩が含まれている。
スウィンバーンはフランスの詩形ロンドー（Rondeau）の変化形である、ロンドー体（ロンデル、ラウンデル）を考案した。その形式で書かれた詩のいくつかはクリスティーナ・ロセッティに捧げた『A Century of Roundels』の中にある。スウィンバーンは1883年にエドワード・バーン＝ジョーンズにこう書き送っている。「私はある形式ですべての韻律を使ったささやかな歌（songs）、いえ小歌（songlets）の新しい本を書き……ちょうど出版したところです。その本の献呈をミス・ロセッティも受諾してくれました。私はあなたとジョージーが、100ある9行詩の中にお気に入りのものを見つけられることを望みます。ちなみに、そのうち24の詩は赤ちゃんや小さな子供たちについて書いたものです」。それらの詩に対する評価は、魅力的で素晴らしいと絶賛する人から、単に賢いだけで不自然だという批判する人までさまざまだった。ちなみに、『A Baby's Death』という詩には、イギリスの作曲家サー・エドワード・エルガーが曲をつけた（1897年）。
スウィンバーンはアルコール使用障害で、SM趣味で、非常に激しやすい性格だった。それがたたってスウィンバーンの健康は損なわれ、1879年、42歳の時、精神的にも肉体的にも衰弱し、友人のセオドア・ワッツ＝ダントン（en:Theodore Watts-Dunton）の世話で、プットニー（en: Putney）のNo. 2 The Pinesで残りの人生を送ることになった。以降のスウィンバーンは若い頃の反抗精神を失って、社会からも尊敬される人物となった。1909年4月10日、72歳でスウィンバーンは亡くなり、ワイト島のBonchurch（en:Bonchurch）に埋葬された。

## 批評
スウィンバーンはデカダン派の詩人と見なされているが、おそらくスウィンバーンは実際にやった放蕩以上に自分を悪徳ぶっていたものと思われる。オスカー・ワイルドはスウィンバーンについて、「悪徳を自慢する人で、自分の同性愛や残忍さを、本当はどちらもほんのちょっとかじった程度なのを隠して、同胞の市民に知らしめるために、できる限りのことをすべてやった」とコメントしている。
スウィンバーンの語彙、押韻、韻律についての通暁ぶりは、スウィンバーンを文学史上才能ある英語詩の詩人の1人に数えて差し支えないほどだが、そのけばけばしいスタイルと、意味よりも押韻を重視した言葉の選び方については批判する意見もある。スウィンバーンはジョージ・セインツベリー（en:George Saintsbury）の『History of English Prosody』第3巻のヴァーチャル・スターであり、より韻律的でいくぶん敵対的な批評家A・E・ハウスマンもスウィンバーンの押韻の能力を賞賛する短評を捧げている。

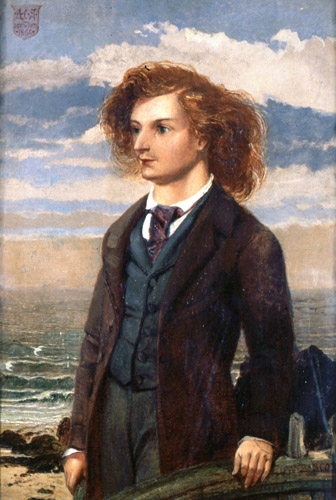
ウィリアム・ベル・スコット（:en:William Bell Scott）画

スウィンバーンの作品は、昔はオックスフォード大学やケンブリッジ大学の学生たちの間で大変人気があるものだったが、現在は時代遅れのものとなってしまった。これはスウィンバーンの作品についての一般と学者の意見の一致をよく反映するものだが、スウィンバーンの『詩とバラード第1集』と『カリドンのアタランタ』に関しては、これまで一度も批評家の支持を失ったことはない。スウィンバーンが不幸だったのは、30歳頃に出版したこの2つの著書がスウィンバーンを、アルフレッド・テニスンやロバート・ブラウニングの後を継ぐ、イングランド第一の詩人にしてしまったことである。スウィンバーンは死ぬまで一般読者の心を掴んでいた。しかし、A・E・ハウスマンのような教養ある批評家たちは、良かれ悪しかれ、スウィンバーンはイングランドの偉大な詩人の域にないと感じていた。スウィンバーン自身もそれは感じていたかも知れない。スウィンバーンはとても教養ある人物で、晩年は大変尊敬された批評家だった。スウィンバーンは、年を重ねるにつれ、自分がよりシニカルになり、当てにされることが少なくなったと思っていた。もちろん、それは年を取ったからそうなったことである。
『詩とバラード第1集』以降、スウィンバーンの詩はより哲学的・政治的になっていく（とくに、イタリア統一に賛意を表した『日の出前の歌』で顕著）。スウィンバーンは恋愛詩を完全にやめたわけではなかったが（叙事詩並の長さの『トリストラム・オブ・ライオネス』を含む）、内容はショッキングなものではなくなった。スウィンバーンの韻律構造と、とくに押韻の技術は、最初から最後まで貫かれている。
『The Contemporaries of Shakespeare』や『The Age of Shakespeare』の中の、シェイクスピア風やベン・ジョンソン風の劇作家についてのスウィンバーンのエッセイを読んだT・S・エリオットは、詩人が詩人について書いたものとして、スウィンバーンが題材に精通し、スウィンバーンの先達でロマン派の詩人たち、つまり、「ウィリアム・ハズリット、サミュエル・テイラー・コールリッジ、チャールズ・ラム以上に頼りになるガイド」であるとは認めたものの、スウィンバーンの散文については、形容詞の取り乱したわめき、規律に欠けるセンテンスの強引な乱発は、短気さとおそらく混乱した精神の無精さの徴候である」と分析している。

## 翻訳
- Atalanta in Calydon
  - 『カリドンのアタランタ』、上村盛人訳、山口書店、1988年7月 ISBN 978-4841107203。
- Flossie, A Venus of Fifteen: By one who knew this Charming Goddess and worshipped at her shrine（1897年） - スウィンバーン作とされてきたが確証はない。
  - 『悦楽の花園(フロッシー)』、藤井純逍訳、三楽書房、1951年。
  - 『ふろっしい』（ 世界艶笑文庫・第6集）、松戸淳訳、紫書房、1951年。
  - 『フロッシー』（晶文社アフロディーテ双書）、江藤潔訳、晶文社、2003年6月 ISBN 978-4794923134。

## 図書案内
- Margot Kathleen Louis, Swinburne and His Gods: the Roots and Growth of an Agnostic Poetry ISBN 0-7735-0715-9
- en:Jerome McGann, Swinburne: An Experiment in Criticism (1972) initiated modern Swinburne criticism.